# Харис (окръг, Тексас)
Вижте пояснителната страница за други значения на Харис.
Окръг Харис (на английски: Harris County) е окръг в щата Тексас, Съединени американски щати. Площта му е 4605 km², а населението - 3 984 349 души. Административен център е град Хюстън.